# Emily Büning

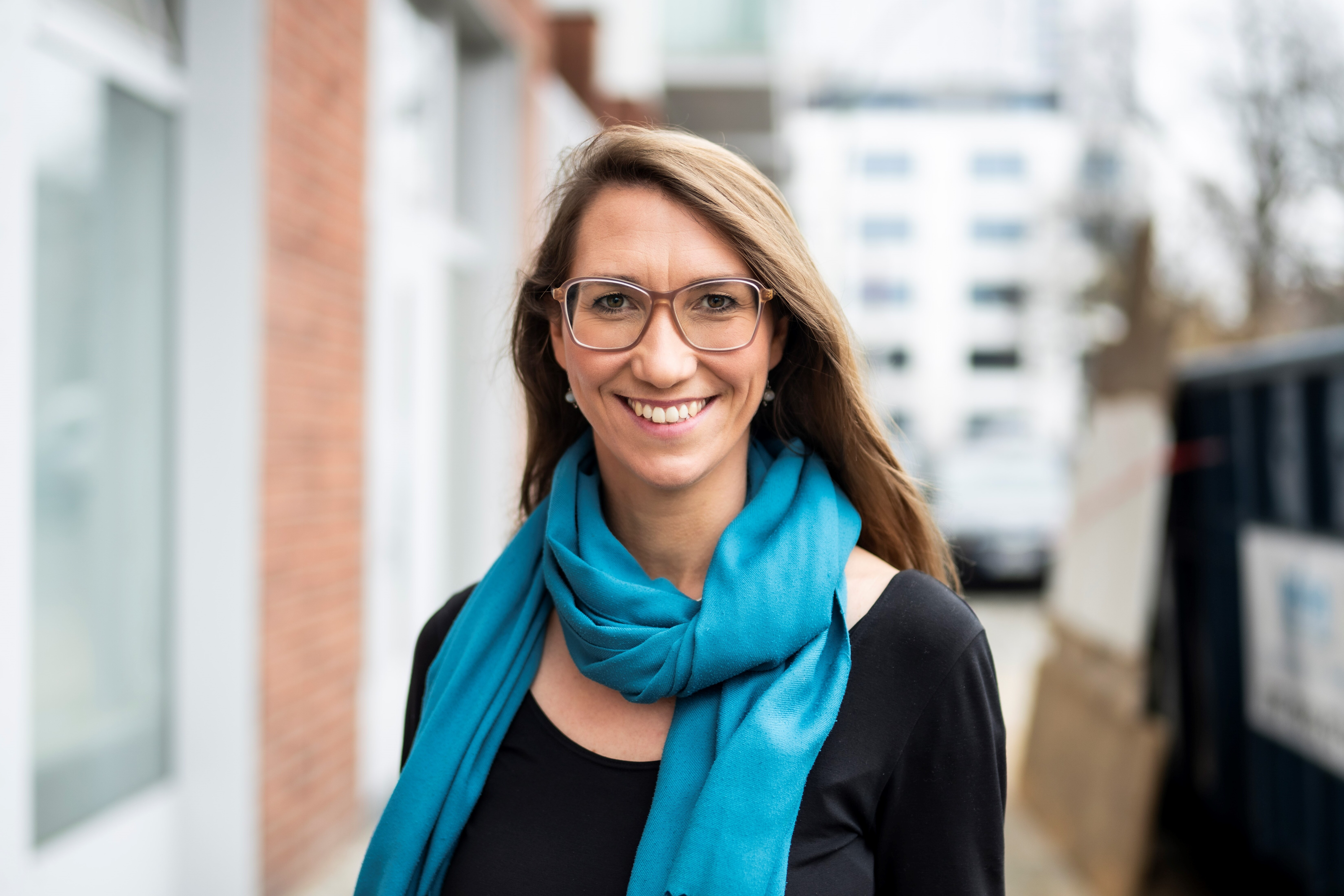
Emily Büning (2021)

Emily May Büning (* 13. Mai 1985 in Hamburg) ist eine deutsche Politikerin (Bündnis 90/Die Grünen) und war von 2022 bis 2024 politische Bundesgeschäftsführerin ihrer Partei. Von 2010 bis 2011 war sie Sprecherin der Grünen Jugend und von 2012 bis 2022 organisatorische Bundesgeschäftsführerin der Grünen.

## Leben
Büning absolvierte ihr Abitur 2004 am Gymnasium Kaiser-Friedrich-Ufer in Hamburg und wurde dort mit dem Hans-Henny-Jahnn-Preis für besonderes Engagement ausgezeichnet. Anschließend studierte sie bis 2009 Rechtswissenschaft mit dem Schwerpunkt Völker- und Europarecht an der Bucerius Law School in Hamburg und verbrachte ein Auslandstrimester an der Autonomen Universität Madrid. Büning war Stipendiatin der Heinrich-Böll-Stiftung. Nach dem Referendariat legte sie 2012 das zweite juristische Staatsexamen ab.
In den Jahren 2005 bis 2006 war sie in Hamburg Vorsitzende der Model United Nations Society. In den Jahren 2010 bis 2011 war sie Sprecherin des Deutschen Nationalkomitees für internationale Jugendarbeit.
Büning war von 2022 bis 2024 Politische Bundesgeschäftsführerin von Bündnis 90/Die Grünen. Sie folgte damit auf Michael Kellner und wurde von Pegah Edalatian abgelöst. Vom 1. August 2012 bis zum 29. Januar 2022 war sie Organisatorische Bundesgeschäftsführerin, was zuvor am 23. Juli 2012 vom Bundesvorstand einstimmig beschlossen wurde. In dieser Funktion wurde sie Nachfolgerin von Dorothea Staiger, die 21 Jahre lang Organisatorische Bundesgeschäftsführerin war. Am 25. September 2024 kündigte Büning wie der gesamte Bundesvorstand der Grünen ihren Rücktritt an, der am 16. November 2024 erfolgte.
Die Grünen waren kurz zuvor bei zwei Landtagswahlen (in Thüringen und in Brandenburg) an der Fünf-Prozent-Hürde gescheitert und hatten in Sachsen nur 5,1 % erhalten.
Büning spricht Spanisch.

## Politik
Seit 2004 ist Büning Mitglied der Grünen Jugend (GJ) und war dort von 2005 bis 2006 Landesvorsitzende in Hamburg. Von 2006 bis 2008 war sie Mitglied des Bundesausschusspräsidiums. Von Herbst 2009 bis 2010 war sie politische Geschäftsführerin des Bundesverbands der Grünen Jugend. In derselben Zeit war sie Delegierte der GJ für den Länderrat der Mutterpartei. Am 23. Oktober 2010 wurde sie von der Mitgliederversammlung mit 76 Prozent auf dem offenen Platz zur Sprecherin des Bundesverbands gewählt und löste damit Max Löffler ab, der nicht wieder antrat. 2011 trat sie nicht wieder an.
Seit 2005 ist sie auch Mitglied von Bündnis 90/Die Grünen, seit 2009 bei den Jungen Europäischen Föderalisten und war dort 2009 Mitglied im Landesvorstand Hamburg.
2009 war Emily Büning eine von zwei deutschen Jugenddelegierten zur Generalversammlung der Vereinten Nationen.